# 老包與阿盧
《老包與阿盧》（葡萄牙語：Boris e Rufus）是由菲利佩·卡爾寧和埃莉萨·巴什創作的巴西動畫系列，於2018年1月2日在巴西迪士尼XD和2018年4月2日在拉美播放。
動畫还於2018年6月4日在文化電視台播放。

## 角色
- 老包（Boris，配音：皮埃爾·比滕考特（巴西）；傅品晟（台灣））：雄性傑克羅素㹴。
- 阿盧（Rufus，配音：卡約·瓜爾涅里（巴西）；吳致葳（台灣））：橙色雄性矇眼貂，是老包的朋友。
- 雷波哥（Leopoldo，配音：喬爾·維埃拉（巴西）；陳凌雲（台灣））：雄性沙特爾貓，是網路紅人。
- 珍美（Yuko，配音：瑪琳娜·聖安娜（巴西）；謝寧（台灣））：雌性錦鯉。

## 外部連結
- 官方网站 （葡萄牙語）
- 互联网电影数据库（IMDb）上《老包與阿盧》的资料（英文）
- 老包與阿盧的Facebook專頁
- 老包與阿盧的X（前Twitter）
- YouTube上的老包與阿盧頻道